# Luis Ricardo Falero
Luis Ricardo Falero, né à Grenade le 23 mai 1851 et mort à Londres le 7 décembre 1896, est un peintre espagnol.
Il se spécialise dans les tableaux de nus féminins, de scènes mythologiques, orientalistes et fantastiques.

## Biographie
Luis Ricardo Falero, duc de Labranzano, fréquente tout jeune le collège de Richmond (Angleterre), un lycée à Paris, puis l'École navale en Espagne qu'il déserte pour s'installer à Paris. Il y étudie son art et commence sa carrière de peintre en réalisant des portraits. 
En 1887, il s'installe à Londres et y réside jusqu'à sa mort.
Il a un fils, Marcel René von Herrfeldt née en 1889, d'Alice Herrfeldt, artiste, qui était son élève.

## Œuvre
Les femmes constituent son thème de prédilection, ses tableaux étant souvent empreints d'une atmosphère orientale, mythologique et/ou fantastique.

## Galerie

Œuvres non localisées attribuées à  Luis Ricardo Falero
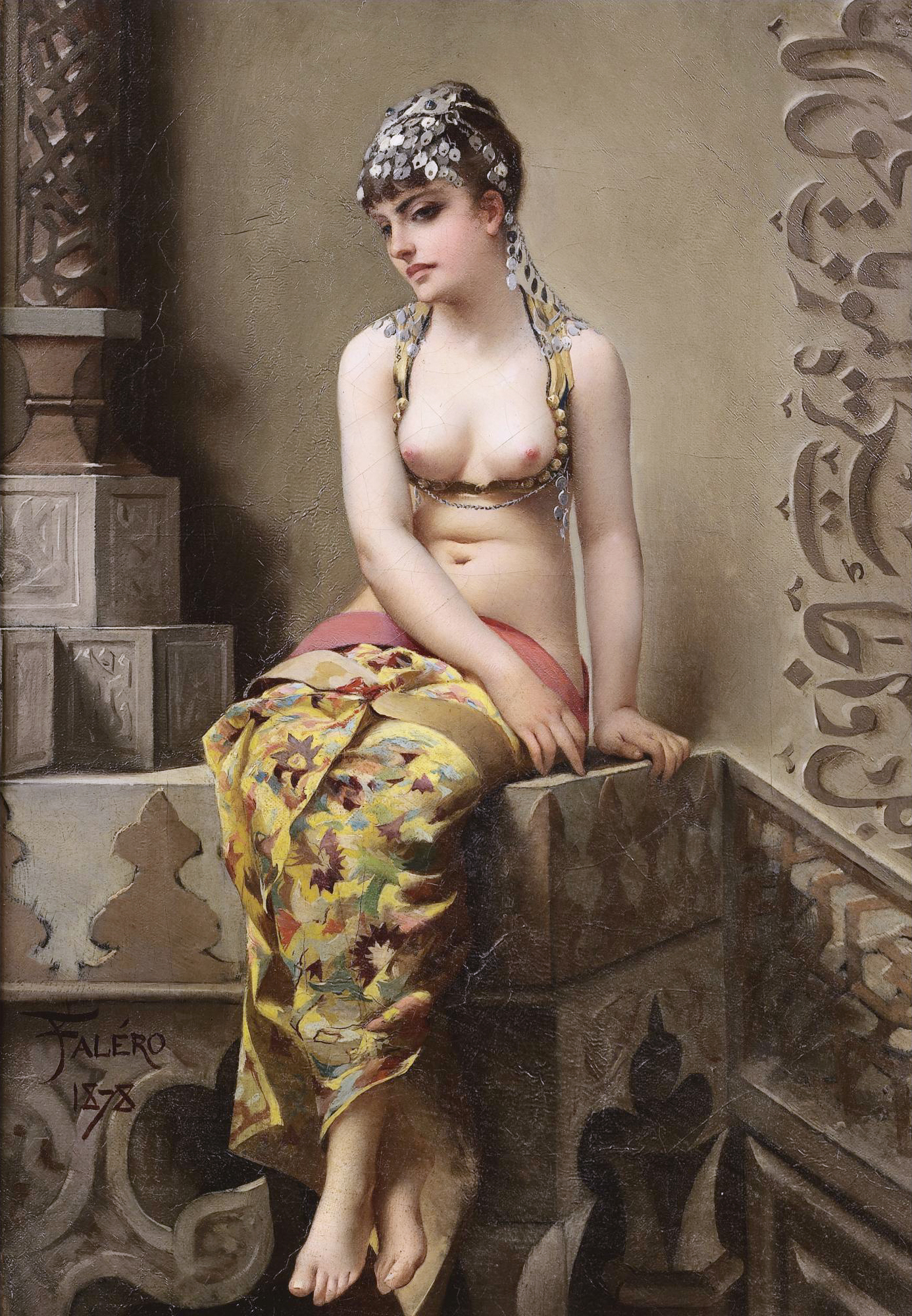
Enchanteresse
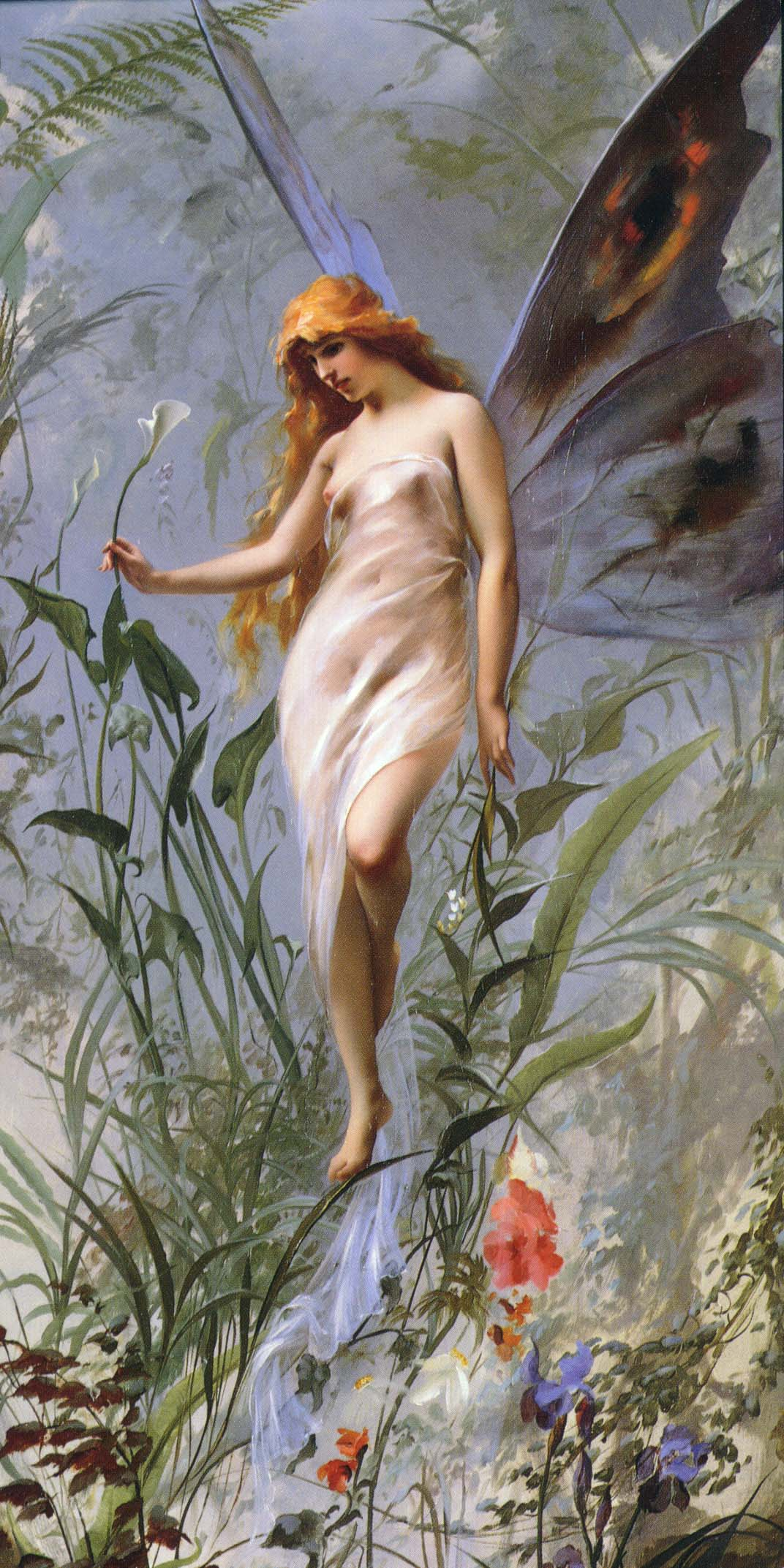
La fée
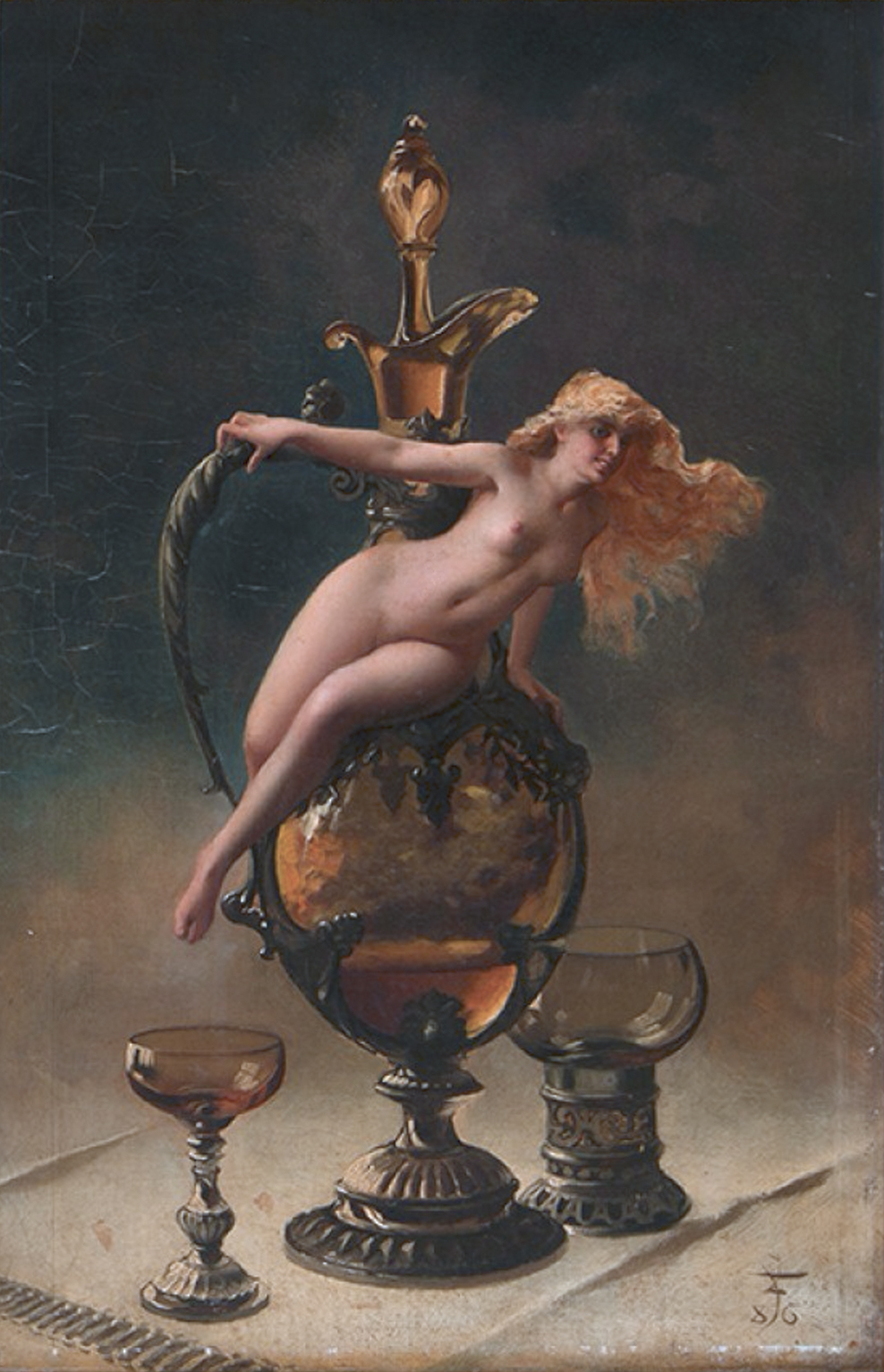
Vin de Tokai
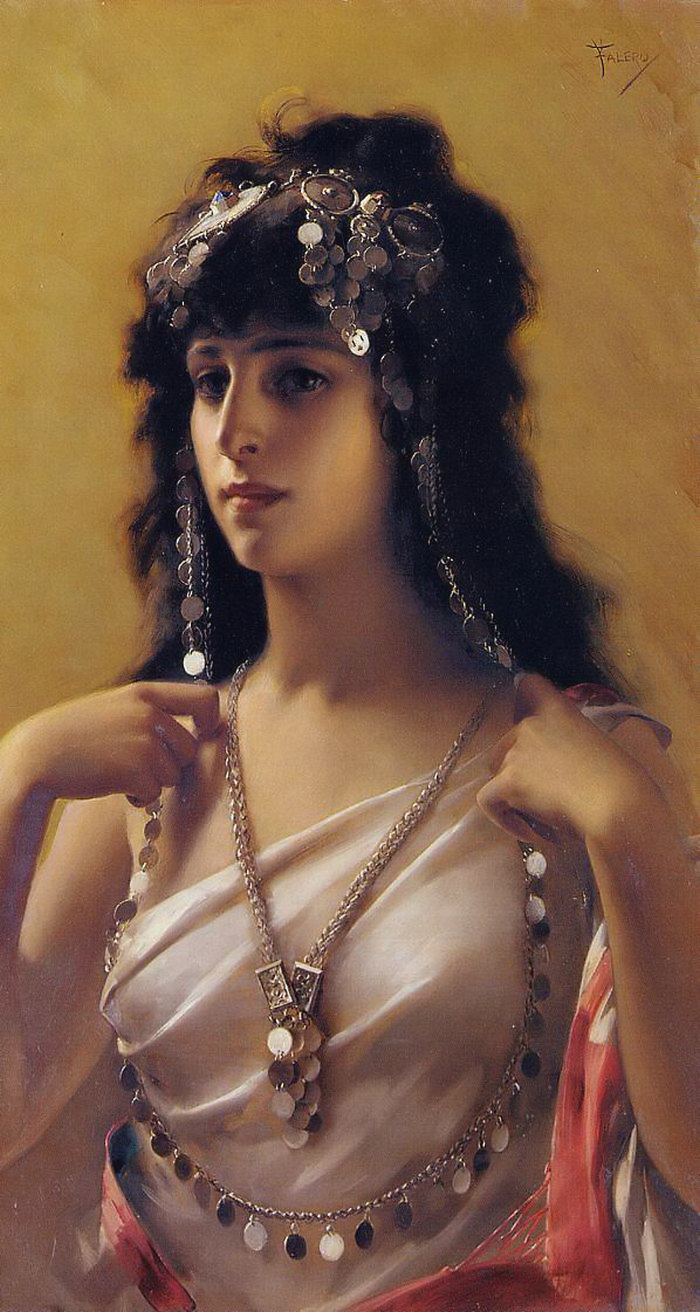
Une beauté orientale
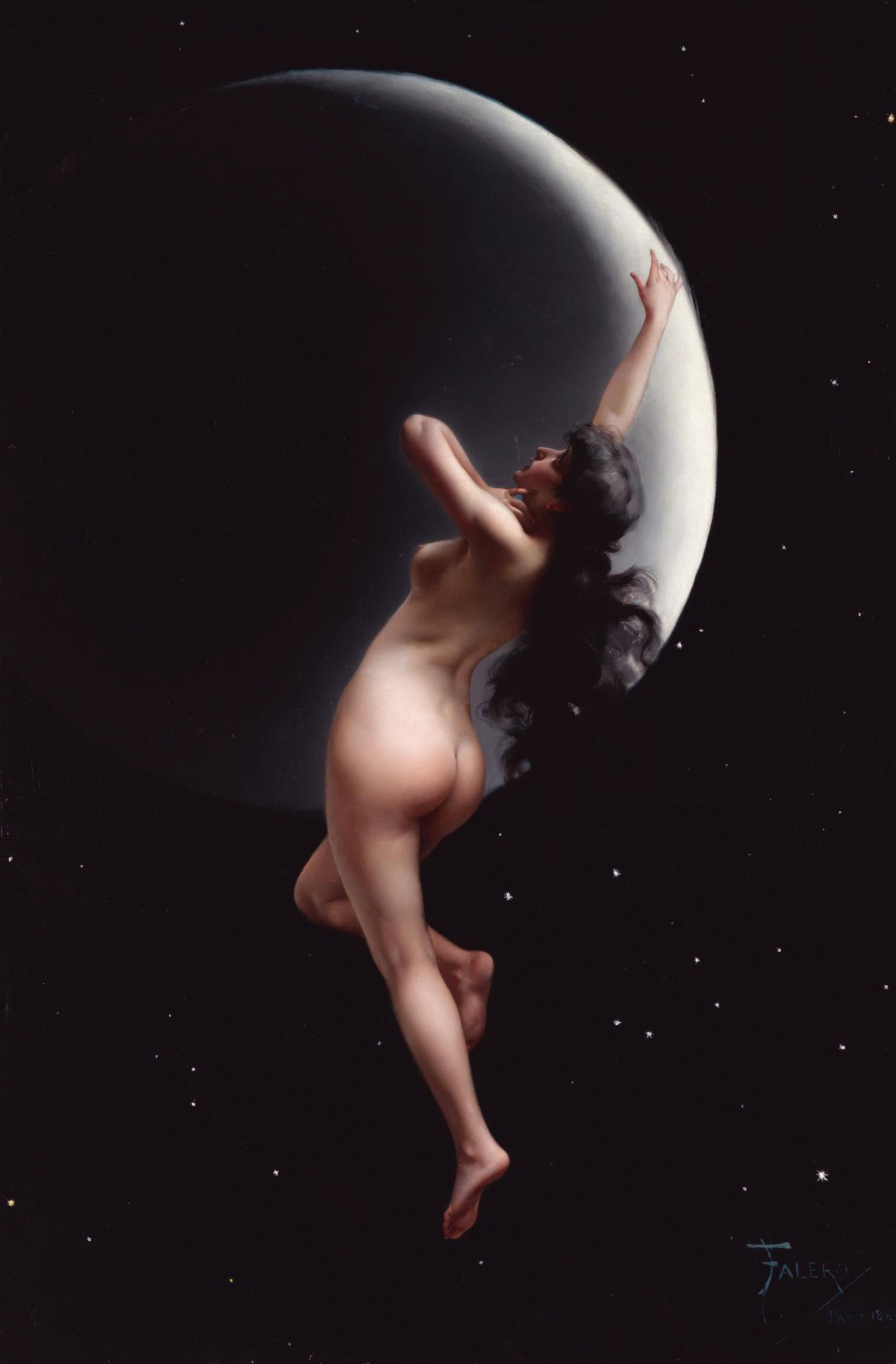
La Nymphe de la lune
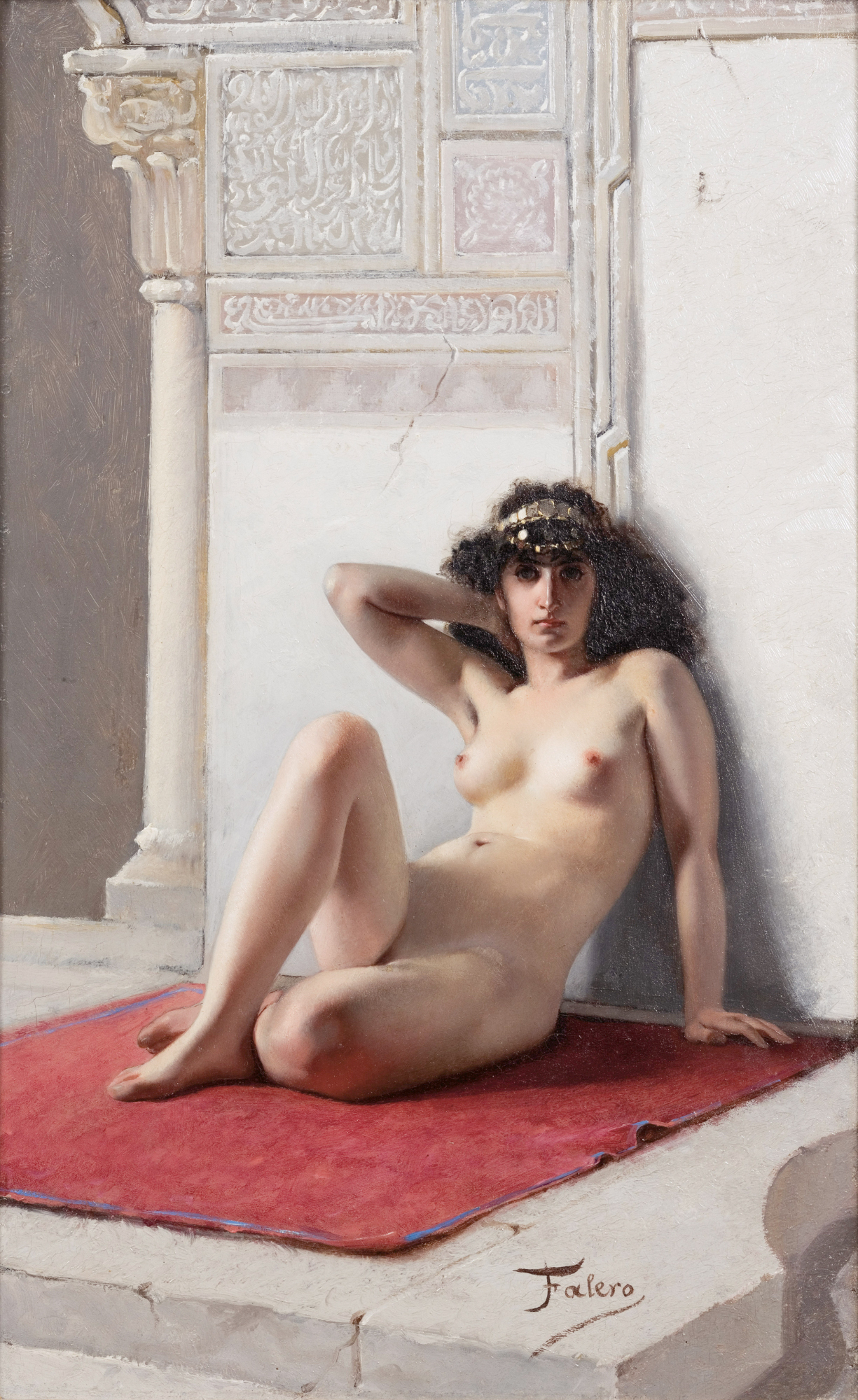
La Favorite
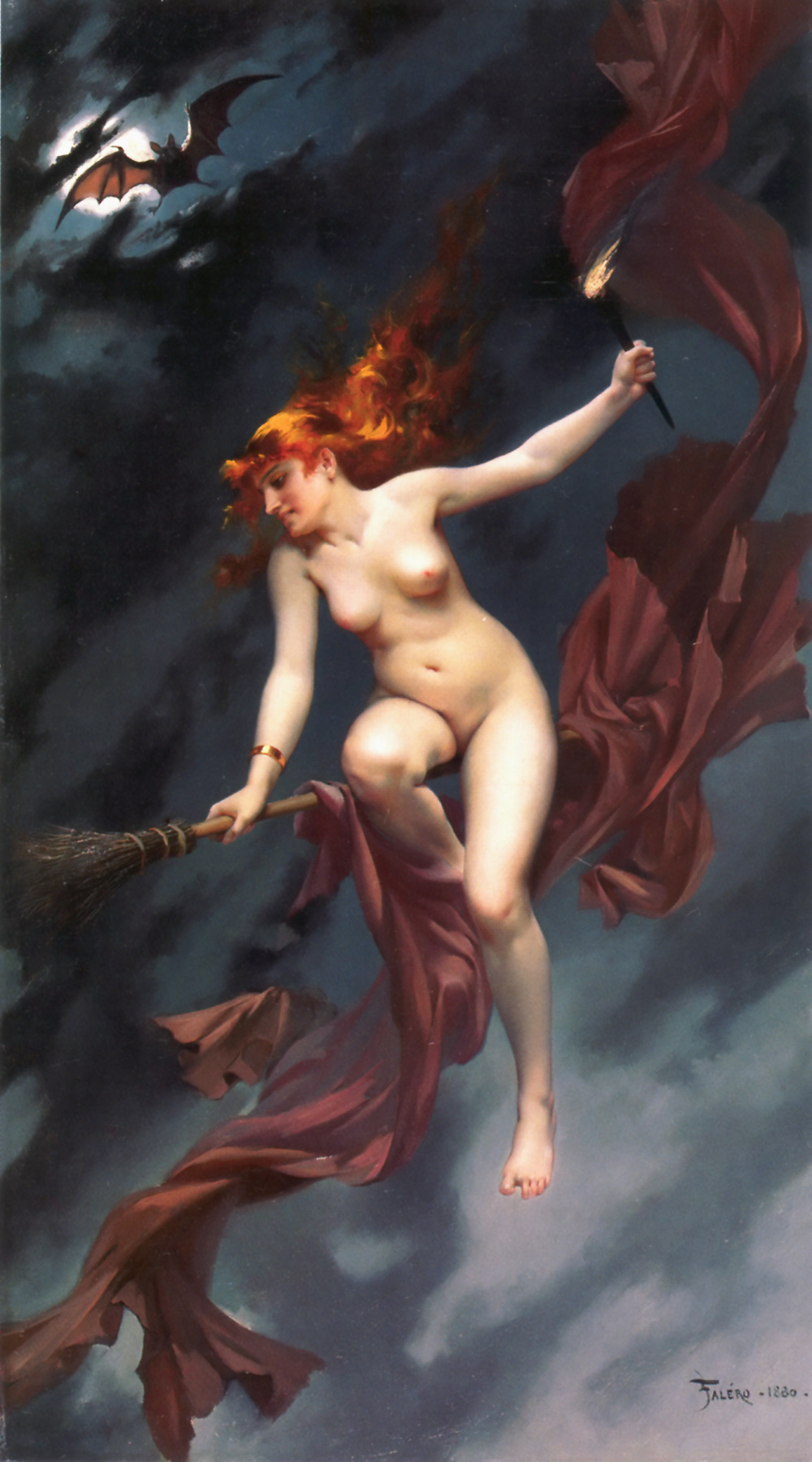
Sorcière allant au Sabbat
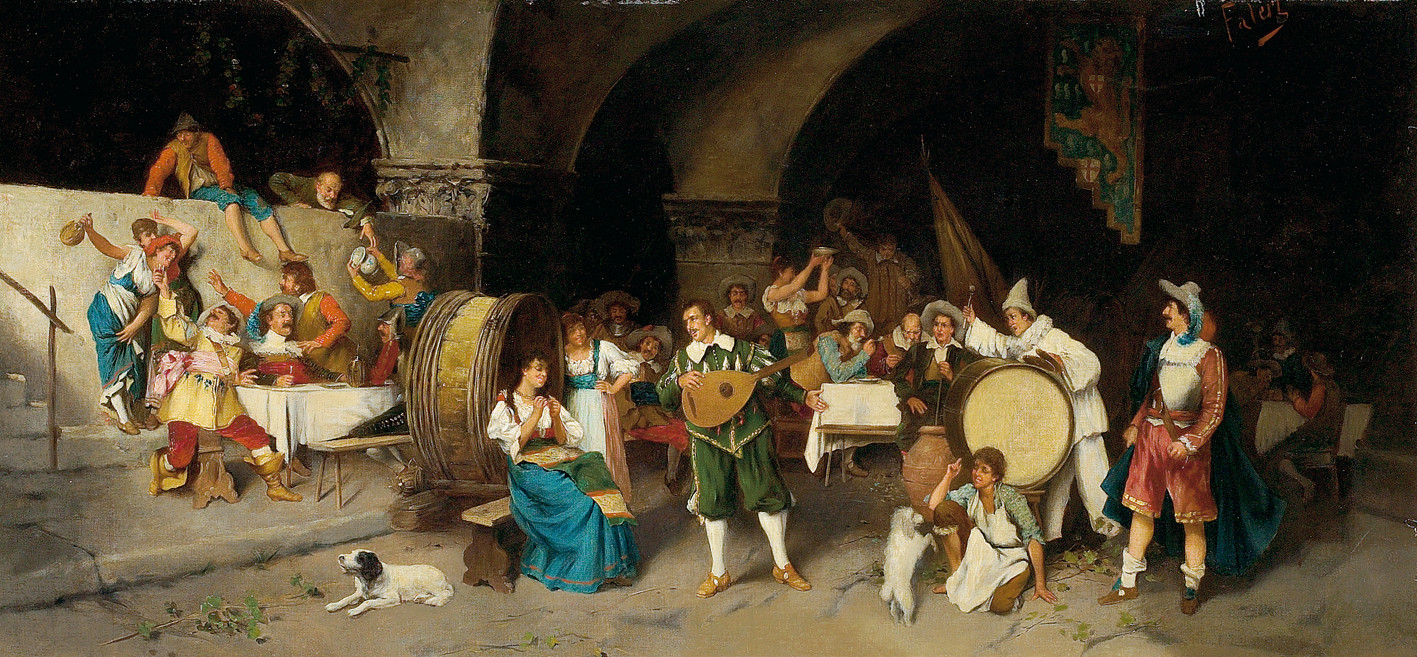
Fête dans une taverne

## Livre illustré
- Camille Flammarion, Uranie, illustrations de Bayard, Biéler, Falero, Gambard, Myrbach et Riou, Paris, Marpon & Flammarion, 1891 — lire sur Gallica.